# Noyal-sur-Vilaine
Noyal-sur-Vilaine é uma comuna francesa na região administrativa da Bretanha, no departamento Ille-et-Vilaine. Estende-se por uma área de 30,74 km². Em 2010 a comuna tinha 6 218 habitantes (densidade: 202,3 hab./km²).